# Wydział Transportu Politechniki Warszawskiej
Wydział Transportu Politechniki Warszawskiej – jednostka naukowo-dydaktyczna (jeden z 19 wydziałów) Politechniki Warszawskiej powstała w 1992, która zajmuje się problematyką szeroko pojętego transportu.

## Historia[1]
W 1948 powołano w Politechnice Warszawskiej Wydział Ruchu Kolejowego przemianowany w rok później na Wydział Komunikacji. Na Wydziale tym kształcono inżynierów na specjalności eksploatacja kolei i zabezpieczenie ruchu pociągów.
Prekursorami działalności tego Wydziału byli wybitni specjaliści nie tylko z dziedzin związanych z prowadzonymi specjalizacjami, ale także z dziedziny telekomunikacji kolejowej, konstrukcji i eksploatacji pojazdów szynowych oraz trakcji elektrycznej. Należeli do nich:
- prof. dr W. Wyrzykowski,
- prof. T. Ważynski,
- prof. H. Śmigielski,
- prof. dr H. Sobolewski,
- doc. S. Plewako,
- prof. S. Skawiński,
- prof. R. Szajer.

W roku 1970 w Politechnice Warszawskiej przeprowadzono reorganizację i na Wydziale Maszyn Roboczych i Pojazdów powołano Instytut Transportu, który od roku 1972 został samodzielną jednostką organizacyjną na prawach Wydziału. Instytut kierowany przez prof. dr hab. inż. Mirosławę Dąbrowę-Bajon oraz prof. dr inż. Wiesława Bajona nie tylko kontynuował tradycje dydaktyczne i naukowe dawnego Wydziału Komunikacji, ale zgodnie z potrzebami i wymogami postępu rozszerzył swoje zadania. Dlatego w skład Instytutu weszła grupa specjalistów transportu samochodowego kierowana wówczas przez prof. Wiktora Sudrę. Swoją działalność rozpoczął także zespół informatyków.
Instytut składający się z pięciu zakładów naukowo-dydaktycznych kształcił magistrów inżynierów transportu w trzech podstawowych specjalnościach:
- organizacja i technika transportu kolejowego,
- sterowanie ruchem w transporcie,
- eksploatacja i utrzymanie pojazdów.

W całym okresie działalności Wydziału Komunikacji i Instytutu Transportu wypracowano i modernizowano model kształcenia inżyniera i magistra inżyniera transportu. Wychowano liczną, młodą kadrę naukową legitymującą się znacznymi osiągnięciami naukowymi. Wyrazem tego są uzyskane i uzyskiwane obecnie stopnie i tytuły naukowe oraz liczne prace naukowo-badawcze wykonywane dla potrzeb gospodarki.
Międzynarodową rangę działalności Instytutu nadawały i nadają:
- współpraca z licznymi ośrodkami naukowymi poza granicami kraju (Akwizgran, Berlin, Drezno, Żylina, Leningrad),
- udział i organizowanie międzynarodowych konferencji dotyczących zagadnień transportowych,
- staże pracowników zagranicznych, staże zagraniczne własnych pracowników i staże doktorskie.

W 1979 roku Instytut uzyskał uprawnienia do nadawania stopnia naukowego doktora nauk technicznych w dyscyplinie Transport.
W czerwcu 1992 roku, decyzją Centralnej Komisji ds Tytułu Naukowego i Stopni Naukowych, Instytut uzyskał uprawnienia do nadawania stopnia naukowego doktora habilitowanego nauk technicznych w dyscyplinie Transport.
W grudniu 1992 roku uchwałą Senatu Politechniki Warszawskiej, dotychczasowy Instytut przekształcony został w pełnoprawny Wydział Transportu.
Pierwszym dziekanem Wydziału Transportu PW był dr hab. inż. Andrzej Jabłoński (lata 1992–1996).
W latach 1996–2002 funkcję tę sprawował prof. dr hab. inż. Jerzy Leszczyński.
W latach 2002–2008 funkcję Dziekana Wydziału Transportu PW pełnił prof. dr hab. inż. Andrzej Chudzikiewicz, w latach 2008–2016 funkcję tę pełnił prof. dr hab. inż. Wojciech Wawrzyński. 
W latach 2016-2020, 2020-2024 oraz obecnie (kadencja 2024-2028) funkcję Dziekana Wydziału Transportu PW pełni prof. dr hab. inż. Marianna Jacyna.
Wydział składa się obecnie z pięciu Zakładów naukowo-dydaktycznych. W strukturze Wydziału ponadto wyodrębniono Ośrodek Certyfikacji Transportu.
W listopadzie 2015 roku oddano do użytku nowe skrzydło gmachu Nowej Kreślarni, siedziby Wydziału. W budynku znajduje się m.in. aula oraz laboratoria wyposażone w nowoczesne rozwiązania w zakresie technologii informacyjnych i komunikacyjnych.

## Struktura organizacyjna

### Władze Wydziału[3]
- Dziekan – prof. dr hab. inż. Marianna Jacyna
- Prodziekan ds. Nauki – prof. dr hab. inż. Konrad Lewczuk
- Prodziekan ds. Kształcenia – dr hab. inż. Ewa Kardas-Cinal, prof. uczelni
- Prodziekan ds. współpracy z zagranicą i otoczeniem gospodarczym – dr hab. inż. Emilian Szczepański, prof. uczelni
- Prodziekan ds. Studenckich – dr inż. Jarosław Poznański

### Zakłady naukowe[4]
- Zakład Inżynierii Systemów Transportowych i Logistyki (ISTiL)
- Zakład Budowy i Eksploatacji Środków Transportu (BiEŚT)
- Zakład Sterowania Ruchem i Infrastruktury Transportu (SRiIT)
- Zakład Systemów Informatycznych i Mechatronicznych w Transporcie (SIiMT)
- Zakład Inżynierii Transportu Lotniczego i Teleinformatyki (ITLiT)

## Dydaktyka
Obecnie wydział daje możliwość podjęcia studiów na jednym kierunku: transport, w ramach którego studenci mają możliwość wyboru specjalności na studiach I stopnia
- Bezpieczeństwo i ekologia w transporcie
- Inżynieria eksploatacji pojazdów samochodowych
- Logistyka i technologia transportu samochodowego
- Logistyka i technologia transportu wewnętrznego i magazynowania
- Nowoczesne technologie w transporcie drogowym
- Obsługa techniczna flot samochodowych
- Organizacja i sterowanie ruchem lotniczym
- Organizacja i technologia transportu kolejowego
- Sterowanie ruchem drogowym
- Sterowanie ruchem kolejowym
- Teleinformatyka w transporcie

oraz na studiach II stopnia:
- Audyt logistyczny
- Inżynieria transportu lotniczego
- Logistyka i technologia transportu samochodowego
- Organizacja i technologia transportu szynowego
- Pojazdy autonomiczne i systemy transportu autonomicznego
- Rzeczoznawstwo samochodowe
- Sterowanie ruchem kolejowym
- Zrównoważona mobilność miejska

## Organizacje studenckie
- Wydziałowa Rada Samorządu
- Studenckie Koło Naukowe Nowoczesnych Technik Sterowania Ruchem Kolejowym BALISA
- Koło Naukowe Elektrotechniki w Systemach Transportowych KNEST
- Studenckie Koło Naukowe Inżynierii Ruchu Drogowego
- Studenckie Koło Logistyki Stosowanej – SKLS
- Studenckie Koło Naukowe Transportu Lotniczego SKNTL